# 布魯塞爾樂器博物館
布魯塞爾樂器博物館是位於比利時布魯塞爾市中心的一座博物館，這座博物館是皇家藝術和歷史博物館的一部分，收藏有超過8,000件珍貴的樂器藏品。

## 历史
布魯塞爾樂器博物館本來附屬於[[布鲁塞尔皇家音乐 uyyfffffhuyyu,iou,tttttttttttvrb
有时，博物馆还组织临时展览和有影响力的当代发明家的音乐会，如François和Bernard Baschet，Pierre Bastien，Yuri Landman，Logos Foundation等。

## 外部連結
- Official museum website （页面存档备份，存于）
- Entry on Musical Instrument Museum Archive.today的存檔，存档日期2013-04-19 from the BBC h2g2
- Musical Instrument Museum information （页面存档备份，存于） from Tripadvisor
- Photos of the Musical Instrument Museum from Have Camera Will Travel

50°50′34″N 4°21′32″E / 50.84289°N 4.358844°E